# Negerhollands
Negerhollands (v překladu černá nizozemština) je mrtvý kreolský jazyk na bázi nizozemštiny, kterým se mluvilo na Amerických Panenských ostrovech, nejvíce za doby, kdy byly dánskou kolonií. Jazyk byl též silně ovlivněn dánštinou, angličtinou, francouzštinou, španělštinou a africkými jazyky. Jazyk vychází ze zélandského dialektu nizozemštiny, více než z holandského. Poslední mluvčí byla Alice Stevensová, která zemřela roku 1987.

## Ukázka negerhollands
Negerhollands
"Die hab well twee drie onder die swart Volk, die sender a leer voor verstaan beetje van die hollandisch Taal, as sender woon na die Stadt, en hoor die ider Dag van die Blanko, maar die Plantey-Volk no kan vor verstaan die soo. Doch, die no sal maak een Verhinder, as die lieve Broeer will skriev eenmaal na sender, maski die ben Hollandisch of na die Hoogduytsch, soo die sal maak sender moeschi bli, en ons sal lees die Brief voor sender na Creol. Na St. Croix die hab meer van die Negers, die sender kan verstaan English, as na St. Thomas en St. Jan, maar doch sender English Praat ka mingel ook altoeveel met die Creol- en Guinee-taal... Da Neger-English die ben."
Pro srovnání nizozemština
"Onder het zwarte volk zijn er wel twee of drie die hebben geleerd om een beetje van de Hollandse taal te verstaan, omdat zij in de stad wonen, en het iedere dag van de blanken horen, maar het plantagevolk kan het niet verstaan. Doch, dit zal hen niet verhinderen, omdat de lieve broeder hen zo nu en dan schrijft, of in het Hollands of in het Hoogduits, wat hen heel erg blij zal maken, en wij zullen die brief aan hen voorlezen in het Creool. Op St. Kruis zijn er meer van die negers, die Engels kunnen verstaan dan op St. Thomas en St. Jan, maar toch is hun Engels veelal gemixt met de Creool- en Guineese talen. Dat is Neger-Engels."